# Sediceno
Sediceno, auch Sedeceno, Urgento, Decimisesto, war eine italienische  Masseneinheit (Gewichtsmaß) auf der Insel Sardinien.
- 1 Sediceno = 0,126803 Lot (Preußen = 16,667 Gramm) = 2,1134 Gramm